# Tjioeng Wanara
Tjioeng Wanara (tʃiˈuŋ waˈnara, EYD: Ciung Wanara) è un film del 1941 realizzato nelle Indie orientali olandesi. Diretto e prodotto da Jo Eng Sek per la sua Star Film e interpretato da R Sukrano, Elly Joenara ed AB Djoenaedi. La storia, scritta da Rd Ariffien, è ispirata alla leggenda dell'omonimo principe sundanese, il quale deve reclamare il suo trono dal crudele re di Galuh. Fu il primo vero kolossal del cinema indonesiano e contò più di cinquecento comparse.
Seconda produzione della casa cinematografica, la pellicola uscì nei cinema delle Indie il 18 agosto 1941. Ebbe un battage pubblicitario molto consistente, che sottolineò il fatto che lo studioso Poerbatjaraka aveva prestato la sua consulenza storica e che il film era basato sulla versione della leggenda pubblicata nel 1938 dalla Balai Pustaka. Di fatto si rivelò un grande successo commerciale, ma ricevette recensioni contrastanti. Come tutte le produzioni della compagnia, è tuttavia considerata perduta.

## Conservazione
Si ritiene che esso sia ora perduto, dato che tutti i film dell'epoca erano stati girati su pellicole di nitrato di cellulosa infiammabili e che il magazzino della Produksi Film Negara, dove erano conservati, venne distrutto da un incendio nel 1952, appiccato forse deliberatamente per eliminare le bobine in nitrato. Di fatto l'antropologo visuale statunitense Karl G. Heider suggerì che ogni opera cinematografica indonesiana realizzata prima degli anni Cinquanta sia ormai da considerare irrecuperabile. Tuttavia, lo storico del cinema JB Kristanto, nel suo Katalog Film Indonesia 1926-1995, riporta che diversi lungometraggi sopravvissero negli archivi della Sinematek Indonesia e il collega Misbach Yusa Biran aggiunge, scrivendo nel suo saggio Sejarah Film 1900–1950: Bikin Film di Jawa del 2009, che a salvarsi furono numerosi film di propaganda giapponesi, sfuggiti al Servizio informazioni del governo olandese.